# Cinara pruinosa
Cinara pruinosa är en insektsart som först beskrevs av Hartig 1841. Enligt Catalogue of Life ingår Cinara pruinosa i släktet Cinara och familjen långrörsbladlöss, men enligt Dyntaxa är tillhörigheten istället släktet Cinara och familjen barkbladlöss. Arten är reproducerande i Sverige.

## Underarter
Arten delas in i följande underarter:
- C. p. pruinosa
- C. p. ezoana